# Beaussais-Vitré
Beaussais-Vitré est une commune française, située dans le département des Deux-Sèvres en région Nouvelle-Aquitaine. Cette commune nouvelle a été créée le 1er janvier 2013 par fusion des communes de Beaussais et Vitré.

## Géographie

### Localisation
La commune est située dans le sud des Deux-Sèvres, à 20 km à l'est de Niort.

### Communes limitrophes
| Prailles         | La Couarde      |                              |
| Thorigné         | Beaussais-Vitré | Sepvret                      |
| Celles-sur-Belle | Melle           | Saint-Léger-de-la-Martinière |

### Hydrographie
Le territoire est partagé entre deux bassins versants :
- au sud, celui de la Charente, puisque la Belle, affluent de la Boutonne (elle-même affluent de la Charente), y prend sa source ;
- au nord, celui de la Sèvre niortaise, puisque le Lambon le traverse avant de former un plan d'eau limitrophe avec la commune de Prailles.

### Climat
Pour des articles plus généraux, voir Climat de la Nouvelle-Aquitaine et Climat des Deux-Sèvres.
Historiquement, la commune est exposée à un climat océanique du nord-ouest.  
En 2020, Météo-France publie une typologie des climats de la France métropolitaine dans laquelle la commune est exposée à un climat océanique et est dans la région climatique  Poitou-Charentes, caractérisée par un bon ensoleillement, particulièrement en été et des vents modérés.
Pour la période 1971-2000, la température annuelle moyenne est de 11,8 °C, avec une amplitude thermique annuelle de 14,8 °C. Le cumul annuel moyen de précipitations est de 973 mm, avec 12,1 jours de précipitations en janvier et 7,3 jours en juillet. Pour la période 1991-2020, la température moyenne annuelle observée sur la station météorologique la plus proche, située sur la commune de Celles-sur-Belle à 4 km à vol d'oiseau, est de 12,7 °C et le cumul annuel moyen de précipitations est de 901,7 mm,. Pour l'avenir, les paramètres climatiques de la commune estimés pour 2050 selon différents scénarios d’émission de gaz à effet de serre sont consultables sur un site dédié publié par Météo-France en novembre 2022.

## Urbanisme

### Typologie
Au 1er janvier 2024, Beaussais-Vitré est catégorisée commune rurale à habitat dispersé, selon la nouvelle grille communale de densité à sept niveaux définie par l'Insee en 2022.
Elle est située hors unité urbaine. Par ailleurs la commune fait partie de l'aire d'attraction de Niort, dont elle est une commune de la couronne,. Cette aire, qui regroupe 91 communes, est catégorisée dans les aires de 50 000 à moins de 200 000 habitants,.

### Occupation des sols
L'occupation des sols de la commune, telle qu'elle ressort de la base de données européenne d’occupation biophysique des sols Corine Land Cover (CLC), est marquée par l'importance des territoires agricoles (91,8 % en 2018), une proportion sensiblement équivalente à celle de 1990 (92,1 %). La répartition détaillée en 2018 est la suivante : 
terres arables (53,7 %), prairies (29,8 %), zones agricoles hétérogènes (8,3 %), forêts (4,9 %), zones urbanisées (2,8 %), espaces verts artificialisés, non agricoles (0,5 %). L'évolution de l’occupation des sols de la commune et de ses infrastructures peut être observée sur les différentes représentations cartographiques du territoire : la carte de Cassini (XVIIIe siècle), la carte d'état-major (1820-1866) et les cartes ou photos aériennes de l'IGN pour la période actuelle (1950 à aujourd'hui).

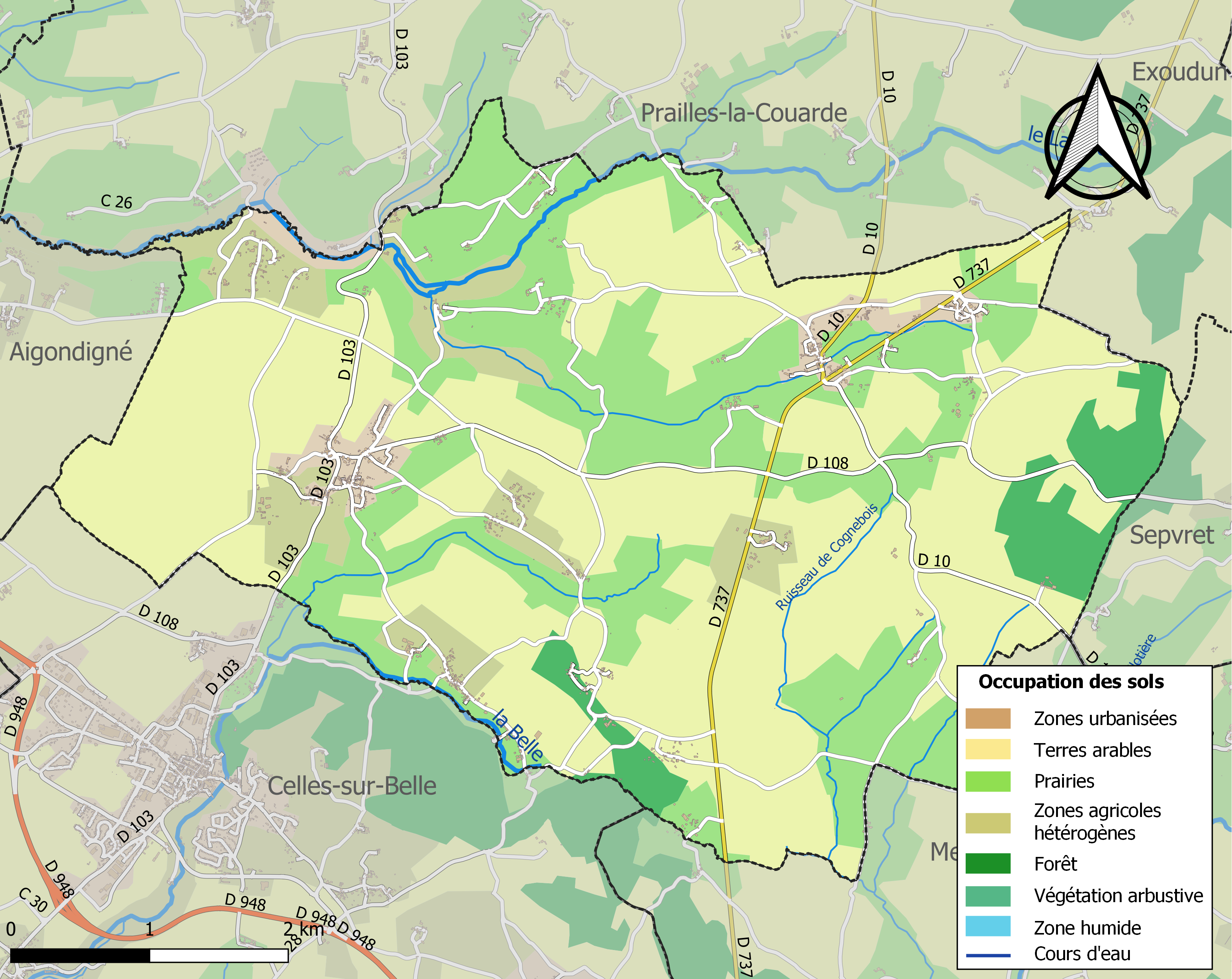
Carte des infrastructures et de l'occupation des sols de la commune en 2018 (CLC).

### Risques majeurs
Le territoire de la commune de Beaussais-Vitré est vulnérable à différents aléas naturels : météorologiques (tempête, orage, neige, grand froid, canicule ou sécheresse), inondations, mouvements de terrains et séisme (sismicité modérée). Il est également exposé à un risque technologique,  le transport de matières dangereuses. Un site publié par le BRGM permet d'évaluer simplement et rapidement les risques d'un bien localisé soit par son adresse soit par le numéro de sa parcelle.

#### Risques naturels
Certaines parties du territoire communal sont susceptibles d’être affectées par le risque d’inondation par débordement de cours d'eau, notamment le Lambon et la Belle. La commune a été reconnue en état de catastrophe naturelle au titre des dommages causés par les inondations et coulées de boue survenues en 1982, 1993, 1999 et 2010,.

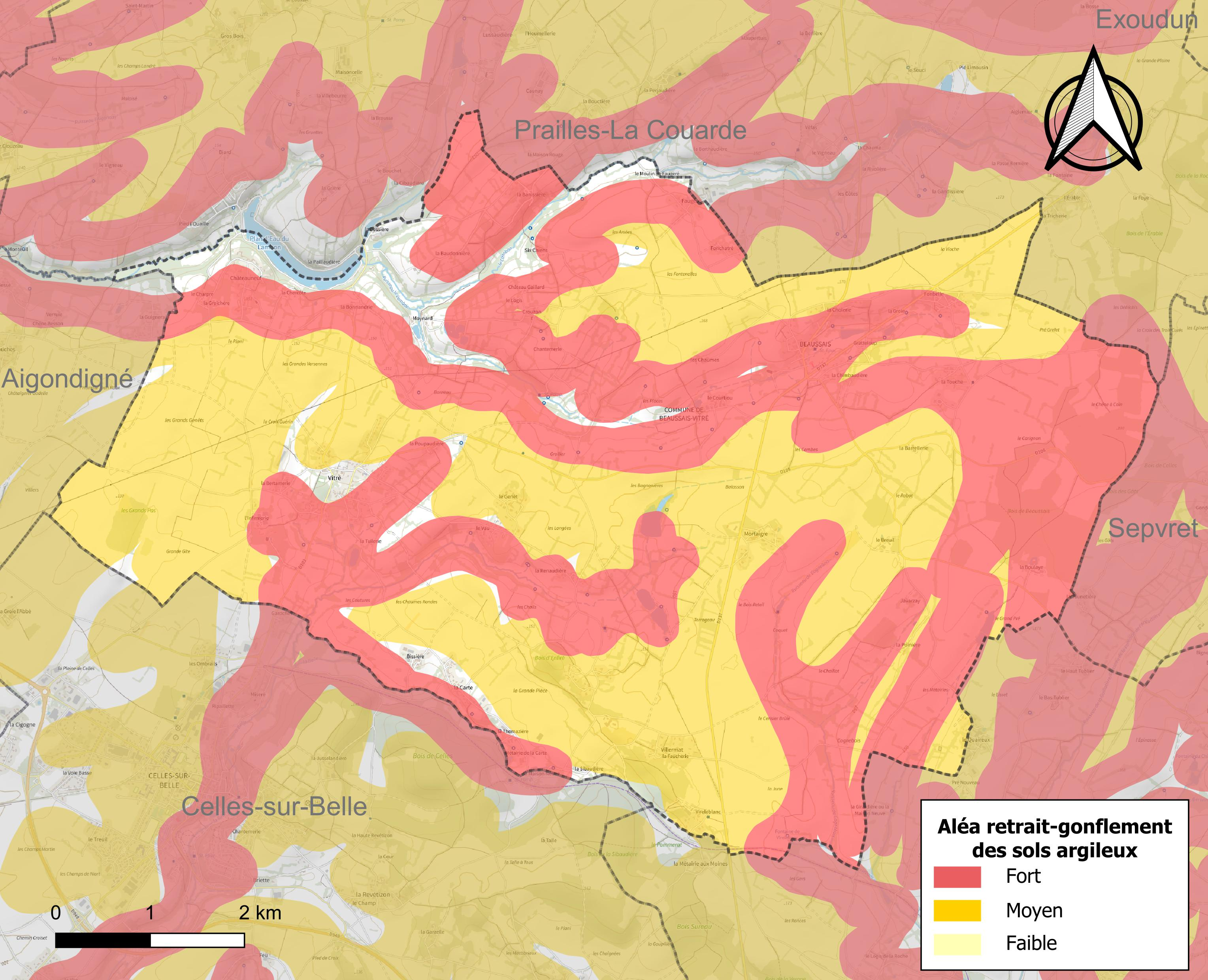
Carte des zones d'aléa retrait-gonflement des sols argileux de Beaussais-Vitré.

Les mouvements de terrains susceptibles de se produire sur la commune sont des tassements différentiels. Le retrait-gonflement des sols argileux est susceptible d'engendrer des dommages importants aux bâtiments en cas d’alternance de périodes de sécheresse et de pluie. 93,5 % de la superficie communale est en aléa moyen ou fort (54,9 % au niveau départemental et 48,5 % au niveau national). Depuis le 1er octobre 2020, en application de la loi ELAN, différentes contraintes s'imposent aux vendeurs, maîtres d'ouvrages ou constructeurs de biens situés dans une zone classée en aléa moyen ou fort,.
La commune a été reconnue en état de catastrophe naturelle au titre des dommages causés par la sécheresse en 2005 et par des mouvements de terrain en 1999 et 2010.

## Toponymie
Toponyme venant du gaulois *belsa (plaine, plateau)[réf. nécessaire]. 
Dauzat et Rostaing y voient un nom d'homme Ballicius. 
Bauchay, Bauceium en 1243.

## Histoire
La commune possède deux temples protestants, celui de Beaussais datant certainement du XVIe siècle, implanté dans une ancienne église romane du XIIe siècle. Le temple de Vitré date du XIXe siècle.
La grande particularité de la commune est qu'elle une des très rares communes de France à ne pas avoir d'église catholique.

### Création de la commune en 2013
La fusion des deux communes de Beaussais et Vitré s'est effectuée à l'initiative des deux conseils municipaux.
Une consultation a été organisée auprès de la population le 16 septembre 2012 et a donné les résultats suivants :
| Commune   | Inscrits | Votants | Votants | Exprimés | Exprimés | Oui    | Oui    | Non    | Non    |
| Commune   | Nombre   | Nombre  | %       | Nombre   | %        | Nombre | %      | Nombre | %      |
| --------- | -------- | ------- | ------- | -------- | -------- | ------ | ------ | ------ | ------ |
| Beaussais | 369      | ?       |         | 158      | 42,8 %   | 77     | 48,7 % | 81     | 51,3 % |
| Vitré     | 457      | ?       |         | 210      | 46,0 %   | 108    | 51,4 % | 102    | 48,6 % |
| Ensemble  | 826      | ?       |         | 368      | 44,6 %   | 185    | 50,3 % | 183    | 49,7 % |

Au lendemain de cette consultation, le 17 septembre 2012, les conseils municipaux se sont prononcés majoritairement en faveur de la fusion :
- Beaussais : 6 voix pour, 2 voix contre, 1 abstention
- Vitré : 10 voix pour, 3 voix contre.

Cette fusion est officialisée par un arrêté préfectoral en date du 21 novembre 2012 pour application au 1er janvier 2013.

## Politique et administration

### Administration municipale
Un conseil municipal provisoire regroupant les conseillers des deux communes administre la commune jusqu'aux élections de 2014. Depuis cette date, la commune est administrée par un conseil de quinze membres.
| Période      | Période   | Identité       | Étiquette | Qualité                            |
| ------------ | --------- | -------------- | --------- | ---------------------------------- |
| janvier 2013 | mars 2014 | Pierre Lenne   |           | Maire de Vitré de 2001 à 2012      |
| mars 2014    | mars 2014 | Pierre Mousset |           | Maire de Vitré de 2014 à mars 2017 |
| mars 2014    | En cours  | Bruno Barreau  |           |                                    |

### Intercommunalité
La commune faisait partie de la communauté cantonale de Celles-sur-Belle et aujourd'hui fondu au sein du Mellois en Poitou

## Population et société

### Démographie
Avant 2013, l'évolution démographique peut être étudiée en cumulant les populations des deux anciennes communes de Beaussais et Vitré.

## Économie
A Vitré, la Maison Familiale Rurale, crée en 1954 par le Pasteur Jacques Maury accueille une centaine de jeunes dans un collège agricole et en formation médico-sociale ou du bâtiment. La MFR est le plus gros employeur de la commune.[réf. nécessaire]

## Culture et patrimoine

### Lieux et monuments
- Le temple protestant de Beaussais est implanté dans une ancienne église romane du XIIe siècle.
- La Maison du protestantisme à Beaussais[24].
- Église Saint-Paul-et-Saint-Pierre de Beaussais-Vitré.
- Château la Boulaye, manoir où a vécu le chevalier de Méré à la fin de sa vie.

## Personnalités liées à la commune
- André Pacher, né à Beaussais en 1932, cofondateur de l'UPCP.
- Éric Gautier, président du conseil général des Deux-Sèvres de 2008 à 2015, a grandi à Beaussais et y est resté domicilié jusqu'à son décès en 2017. Il en a été le maire de 1995 à 2008.